# Gare de Sinay
Ne doit pas être confondu avec gare de Petit-Sinay.
La gare de Sinay (en néerlandais : Station Sinaai) est une gare ferroviaire située le long de la ligne 59 à Sinay, une section de la ville de Saint-Nicolas. Elle a été ouverte en 1849. Jusqu'en 1909, cette gare s'appelait « Mille-Pommes » (Duizend Appels), du nom d'une auberge à la frontière entre Waesmunster, Sinay et Belsele où se trouve la gare.
C'est une halte voyageurs de la Société nationale des chemins de fer belges (SNCB) desservie par des trains InterCity et Suburbains (S34 et S53).

## Situation ferroviaire
La gare de Sinay est située au point kilométrique (PK) 28,7 de la ligne 59, de Gand-Dampoort à Anvers-Berchem, entre les gares ouvertes de Lokeren et de Belsele.

## Histoire
La « halte de Milles-Pommes » est mise en service le 23 avril 1849 par la Compagnie du chemin de fer d'Anvers à Gand par Saint-Nicolas et Lokeren dite « Compagnie du Pays de Waes ». Cette halte est agrandie en 1879. L'aspect et l'emplacement de la gare avant 1895 sont méconnus.
En 1895, la Compagnie déplaça la station et la dota de voies supplémentaires et d'un bâtiment des recettes. Deux ans plus tard, la compagnie fut nationalisée et sa ligne mise à voie normale[réf. nécessaire].
Jusqu'en 1909, cette gare s'appelait « Mille-Pommes » (Duizend Appels), du nom d'une auberge à la frontière entre Waesmunster, Sinay et Belsele où se trouve la gare. En 1909, elle prend le nom de « Sinay » puis « Sinay-Waas » l'année suivante. Elle est par la suite renommée « Sinaai-Waes »[Quand ?] puis « Sinaai » en 1939.
La gare de Sinaai ferme le 2 juin 1957. Entre Saint-Nicolas et Gand-Dampoort, ne subsistent alors que la gare Lokeren (ainsi que celle d’Oostakker à partir de 1970). Toutefois, le 3 juin 1973, plusieurs gares, dont celle de Sinaai, rouvrent aux voyageurs à l'occasion de l'électrification de la ligne 59 entre Saint-Nicolas et Gand. Cependant, la cour aux marchandises disparaît en 1981 et les guichets ferment le 23 mai 1993.

## Service des voyageurs

### Accueil
Halte SNCB, c'est un point d'arrêt non géré (PANG) à accès libre. Elle est équipée d'un automate pour l'achat de titres de transport.
La traversée des voies et le passage d'un quai à l'autre s'effectuent par le passage à niveau routier.

### Desserte
Sinay est desservie par des trains InterCity et Suburbains (S34 et S53), de la SNCB (voir brochure SNCB).
En semaine, Sinay possède deux dessertes cadencées à l'heure : des trains IC-26 circulant sur le trajet Courtrai - Tournai - Ath - Enghien - Bruxelles-Midi - Termonde - Lokeren - Saint-Nicolas et des trains S34 entre Anvers-Central et Lokeren ; certains étant prolongés jusque Termonde).
Les week-ends et fériés, la desserte se limite à des trains S53 de Gand-Saint-Pierre à Anvers-Central.

### Intermodalité
Un parc pour les vélos et un parking pour les véhicules y sont aménagés.

## Comptage voyageurs
Ce graphique et tableau montre le nombre de voyageurs embarquant en moyenne durant la semaine, le samedi et le dimanche.
| Nombre de passagers qui embarquent à la gare de Sinay | Nombre de passagers qui embarquent à la gare de Sinay | Nombre de passagers qui embarquent à la gare de Sinay | Nombre de passagers qui embarquent à la gare de Sinay |
|                                                       | Semaine                                               | Samedi                                                | Dimanche                                              |
| ----------------------------------------------------- | ----------------------------------------------------- | ----------------------------------------------------- | ----------------------------------------------------- |
| 1977                                                  | 236                                                   | 39                                                    | 24                                                    |
| 1978                                                  | 250                                                   | 37                                                    | 30                                                    |
| 1979                                                  | 242                                                   | 47                                                    | 39                                                    |
| 1980                                                  | 300                                                   | 49                                                    | 28                                                    |
| 1981                                                  | 364                                                   | 54                                                    | 56                                                    |
| 1982                                                  | 364                                                   | 54                                                    | 47                                                    |
| 1983                                                  | 339                                                   | 35                                                    | 42                                                    |
| 1984                                                  | 376                                                   | 83                                                    | 73                                                    |
| 1985                                                  | 300                                                   | 69                                                    | 59                                                    |
| 1986                                                  | 278                                                   | 76                                                    | 56                                                    |
| 1987                                                  | 232                                                   | 70                                                    | 66                                                    |
| 1988                                                  | 296                                                   | 50                                                    | 47                                                    |
| 1989                                                  | 366                                                   | 67                                                    | 56                                                    |
| 1990                                                  | 352                                                   | 63                                                    | 67                                                    |
| 1991                                                  | 367                                                   | 62                                                    | 60                                                    |
| 1992                                                  | 328                                                   | 69                                                    | 62                                                    |
| 1993                                                  | 249                                                   | 81                                                    | 49                                                    |
| 1994                                                  | 256                                                   | 50                                                    | 74                                                    |
| 1995                                                  | 211                                                   | 60                                                    | 46                                                    |
| 1996                                                  | 244                                                   | 48                                                    | 49                                                    |
| 1997                                                  | 260                                                   | 82                                                    | 55                                                    |
| 1998                                                  | 236                                                   | 54                                                    | 42                                                    |
| 1999                                                  | 244                                                   | 58                                                    | 37                                                    |
| 2000                                                  | 252                                                   | 62                                                    | 36                                                    |
| 2001                                                  | 254                                                   | 44                                                    | 40                                                    |
| 2002                                                  | 260                                                   | 44                                                    | 56                                                    |
| 2003                                                  | 240                                                   | 55                                                    | 60                                                    |
| 2004                                                  | 294                                                   | 66                                                    | 70                                                    |
| 2005                                                  | 252                                                   | 60                                                    | 62                                                    |
| 2006                                                  | 258                                                   | 60                                                    | 65                                                    |
| 2007                                                  | 244                                                   | 34                                                    | 46                                                    |
| 2008                                                  | -                                                     | -                                                     | -                                                     |
| 2009                                                  | 295                                                   | 66                                                    | 86                                                    |
| 2010                                                  | -                                                     | -                                                     | -                                                     |
| 2011                                                  | -                                                     | -                                                     | -                                                     |
| 2012                                                  | 260                                                   | 95                                                    | 103                                                   |
| 2013                                                  | 275                                                   | 49                                                    | 56                                                    |
| 2014                                                  | 303                                                   | 56                                                    | 76                                                    |
| 2015                                                  | 248                                                   | 52                                                    | 46                                                    |
| 2016                                                  | 245                                                   | 95                                                    | 72                                                    |
| 2017                                                  | 280                                                   | 81                                                    | 69                                                    |
| 2018                                                  | 308                                                   | 62                                                    | 60                                                    |
| 2019                                                  | 433                                                   | 69                                                    | 72                                                    |
| 2020                                                  | 211                                                   | 45                                                    | 36                                                    |
| 2021                                                  | -                                                     | -                                                     | -                                                     |
| 2022                                                  | 338                                                   | 76                                                    | 83                                                    |
| 2023                                                  | 306                                                   | 105                                                   | 123                                                   |
| 2024                                                  | 364                                                   | 86                                                    | 118                                                   |

## Patrimoine ferroviaire
La gare de Sinay possède un bâtiment construit en 1895 par la compagnie de chemin de fer Chemin de fer d'Anvers à Gand pour remplacer la première gare. C'est la seule gare restante de la société privée Pays de Waes. Elle a été rénovée en 2007. La rénovation concernait également l'annexe. Le Swiss Train Club s'est installé dans le bâtiment de la gare.

## Galerie de photographies

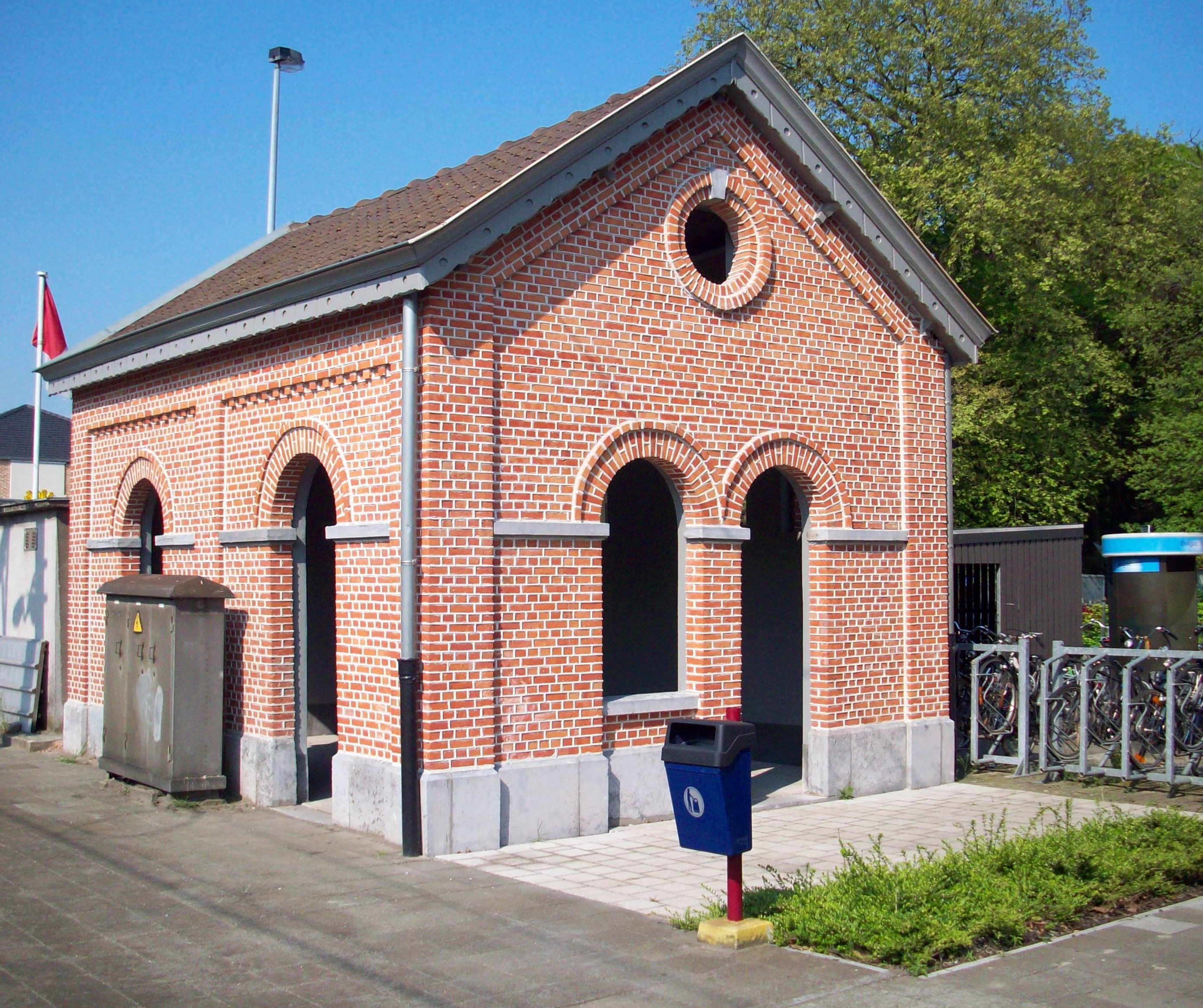
Ancienne annexe qui servait de toilettes et de lampisterie.
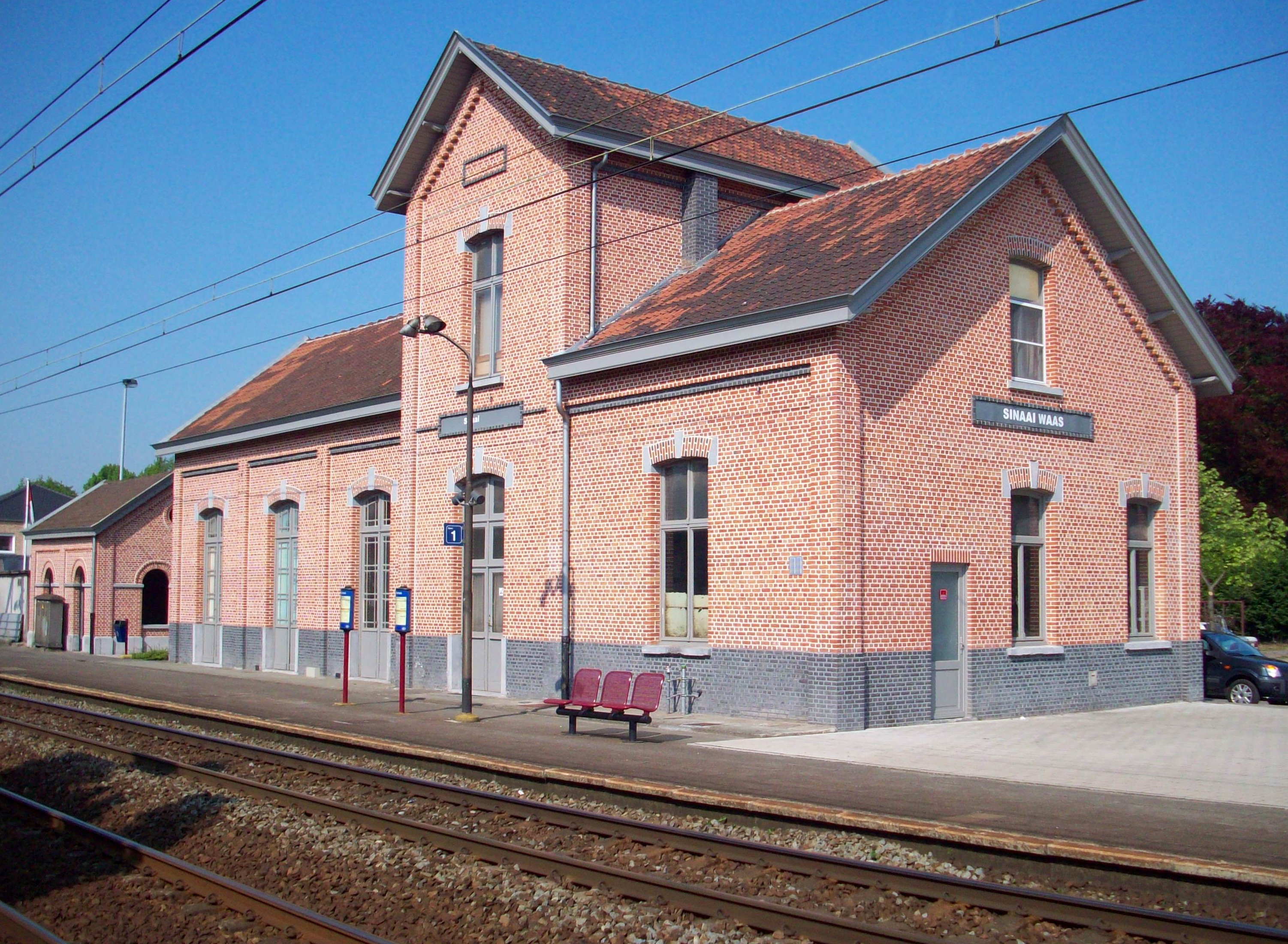
Ancien bâtiment de la gare de Sinay, rénové en 2007.
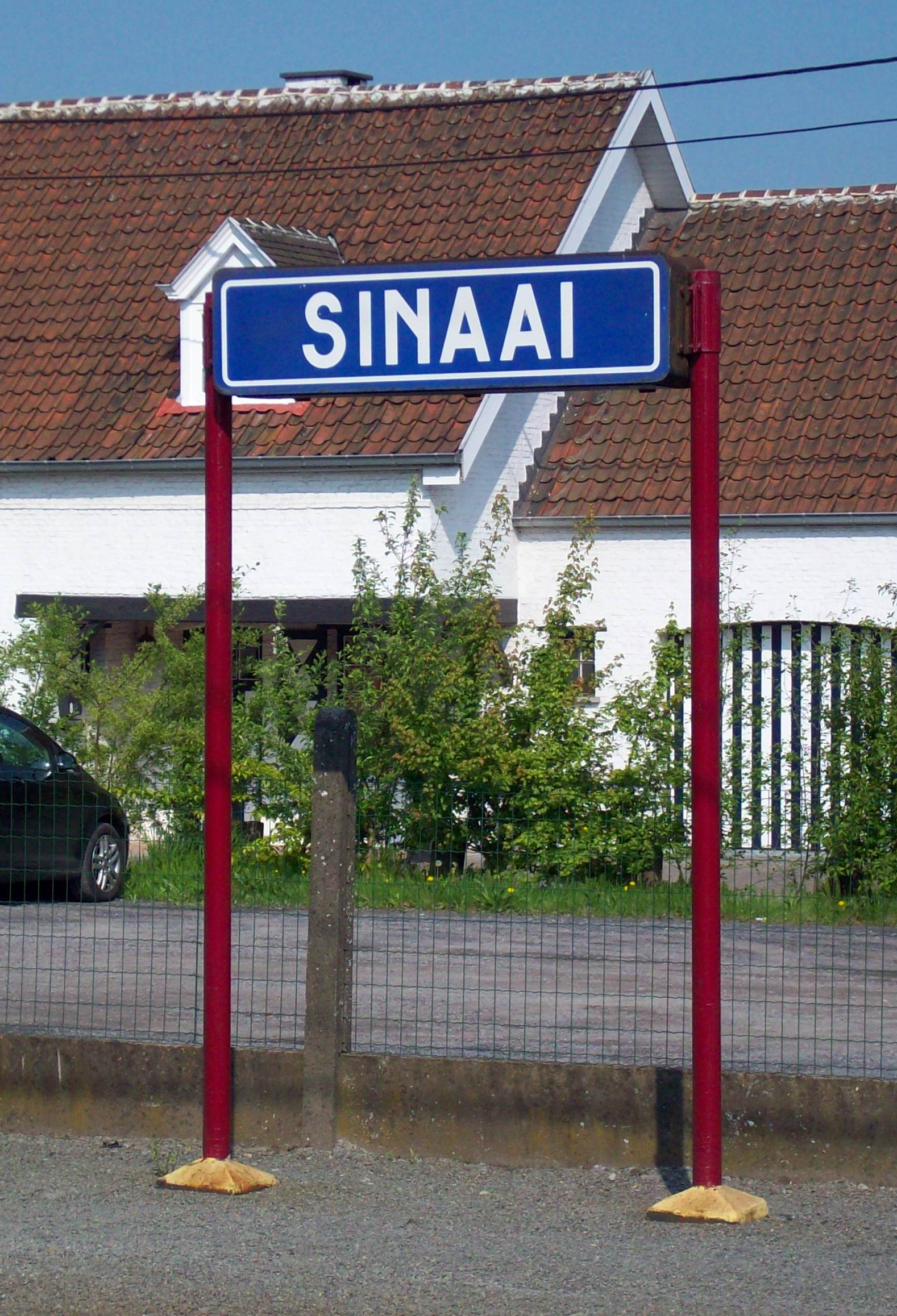
Signalétique Sinay en néerlandais Sinaai.

## Localisation
Les stations de Sinay et de Belsele ne sont qu'à un kilomètre l'une de l'autre. Bien que la gare porte le nom de Sinay, elle est en réalité plus proche de Belsele. Elle est également située sur le territoire de l'ancienne commune de Belsele. La raison pour laquelle la gare ne porte pas le nom de Belsele provient du fait qu’il existe déjà la Belsele. Dans le passé, il y avait même deux gares à Belsele (Belsele-Village le long de la ligne 56 et la gare de Belsele-Nord qui existe encore mais a été renommée, le long de la ligne 59).